# Ambrosius Feierabend
Ambrosius Feierabend (* um 1490; † nach 1543) war ein Geistlicher und Reformator. Er war 1539 Pfarrer der Dreikönigskirche in Elbing. Seine Abkehr von der katholischen Abendmahlslehre signalisierte die Reformation im Bistum Ermland.

## Leben
Jugend und Studium Feierabends sowie der Beginn des Berufslebens liegen im Dunkeln.

## Bestellung zum Pfarrer der Dreikönigskirche
Die 1341 erstmals erwähnten Heilig-Drei-König-Kirche war die Pfarrkirche der 1340 als Erweiterung von Elbing gegründeten Neustadt.
Stand eine Neubesetzung der Pfarrstelle an, so hatte die Gemeinde traditionell das Recht, dem Stadtrat von Elbing als Patron der Kirche zwei Geistliche vorzuschlagen, wobei dieser in der Regel einen dieser Kandidaten auswählte.
Nachdem der Rat und die Bürgerschaft der Stadt Elbing schon seit 1523 der Reformation anhingen, und der angesichts des zwischen 1519 und 1523 nachweisbaren Studiums von zumindest fünf aus Elbing stammenden Studenten in Wittenberg bestehenden Verfügbarkeit evangelischer Prädikanten kam es mit Feierabend zur Bestellung eines eine evangelische Auffassung vertretenden Pfarrers.

## Die erste Phase der Reformation in Elbing 1525–1526
Nach den Ereignissen in Danzig im Januar 1525 kam es im Februar 1525 auch in der kleineren Schwesterstadt Elbing zu einer Erhebung gegen das Ratsregiment, wobei hinter dieser der lutherische Pfarrer der Dreikönigskirche und der ehemalige Karmelit Matthias Bienwald standen.
Letzterer war Ende Februar 1525 nach Elbing gekommen, nachdem der Rat die Stadt Danzig um die Entsendung eines lutherischen Predigers gebeten hatte.
Die Vertreter der Gemeinde erzwangen den Ausschluss der meisten Ratsmitglieder und deren Ersetzung durch neue, ebenfalls einer dem Rat präsentierten Liste zu entnehmenden Kandidaten.

## Die katholische Restauration in Elbing 1526–1539
Nach neun Monaten jedoch sorgte der polnische König wie in Danzig für eine politische und kirchliche Restauration.
Im Jahre 1526 wurde das neue Gremium entmachtet und die katholische Ordnung und das Patrizierregiment wiederhergestellt.
Bienwald musste Elbing wegen des katholischen Vorstoßes wieder verlassen.
Einem erneuten Ausbruch des lutherischen Geistes in Elbing sollte durch die Verpflichtung des Propstes der Altstädter Pfarrkirche vorgebeugt werden, für die Einstellung neuer Prediger nicht nur das Einverständnis des Rates, sondern auch des Bischofs des Ermlandes einzuholen.
Letztlich handelte es sich jedoch um den Versuch eines interimistischen Kompromisses, der mit der Zeit durch das aktivere protestantische Lager unterlaufen wurde, zumal Feierabend in Amt und Würden verblieb. Seine Duldung zeigt, dass der alte Rat an seiner lutherischen Einstellung unter der Hand festhielt.
Der Rat versuchte zudem, evangelische Fachleute zu fördern.
So wurde Wilhelm Gnapheus, der wegen seiner Anhängerschaft an die Reformation in seiner holländischen Heimat zweimal inhaftiert worden war, 1535 zum Rektor des in diesem Jahre neu gegründeten Gymnasiums berufen.

## Das Edikt des Johannes Dantiscus
Vor diesem Hintergrund erließ der 1537 als Bischof des Ermlandes eingesetzte Johannes Dantiscus im Rahmen seiner Bestrebungen zur Eindämmung des sich ausbreitenden Protestantismus am 21. März 1539 ein strenges „Mandatum wider die Ketzerei“, in welchem er seinen Diözesanen das Verbleiben bei der alten (katholischen) Kirchenlehre anbefahl, das Lesen der Schriften Luthers und seiner Anhänger mit schweren Strafen bedrohte und die Auslieferung und Vernichtung dieser Schriften anordnete. Wer nicht katholisch sein wolle, habe binnen Monatsfrist das Bistum zu verlassen und würde bei seiner Rückkehr aufs schärfste bestraft.

## Anklage Feierabends wegen Ketzerei
Dennoch (oder als Reaktion darauf) leugnete Ambrosius Feierabend Anfang Juli 1539 von der Kanzel der Dreikönigskirche die Gegenwart Christi in der Eucharistie und führte in Elbing eine protestantische Abendmahlslehre ein.
Als Dantiscus von den „ketzerischen“ Ansichten des Pfarrers zu Elbing erfuhr, ließ er ihn zur Vernehmung vor sein Gericht laden. Feierabend entkam jedoch.
Über solche „Blasphemie“ erbost, schrieb Dantiscus nach Feierabends Flucht am 24. Juli 1539 an den Elbinger Rat, er hätte Feierabend verhaften und in Ketten schmieden sollen.
Dantiscus ließ Feierabends Vermögen in Beschlag nehmen und überwies es dem St-Georgenhospital, in welchem die Geistlichen von Heilig-Drei-Könige seinerzeit die Seelsorge ausübten.
Feierabend floh zum (bereits evangelischen) Bischof von Samland Georg von Polenz, der mit Zustimmung des Herzogs Albrecht I. von Brandenburg-Ansbach die Reformation in Preußen eingeleitet hatte und nach der 1525 erfolgten Umwandlung des Ordensstaates in ein weltliches Herzogtum eine große Anzahl evangelischer Geistlicher ins Land berief.
Bischof Dantiscus schickte daraufhin seinen Bruder Georg als Gesandten zu Herzog Albrecht. Dieser wies den Herzog am 27. Juli 1539 auf den Pfarrer hin, der als „Lästerer der christlichen Lehre“ in seiner Predigt „das Sakrament des Brots nicht als den Leib des Herrn, sondern als schlechtes Brot bezeichnet“ habe sowie aus Elbing entwichen und vom Bischof des Ermlandes als Kaplan angenommen worden sei.
Anlässlich der Forderung nach einer Bestrafung des „verlaufenen“ Pfarrers für die „öffentliche Schmähung des Sakramentes des Altars“ nahm sich Herzog Albrecht persönlich der Sache an, ersuchte mit Schreiben vom 15. August 1539 Georg von Polenz um eine nähere Auskunft in dieser Sache, da er selbst keine Kenntnis vom Aufenthaltsort des flüchtigen Kaplans hatte, und bat den Stadtrat von Elbing um freies Geleit für Feierabend, was der Rat aber ablehnte.
Offensichtlich scheute der Stadtrat nunmehr eine erneute Konfrontation mit Dantiscus, der am 15. April 1540 ein weiteres „Mandat gegen die Lutherei“ erließ, welches als Verschärfung nunmehr gegebenenfalls sogar die Todesstrafe in Aussicht stellte: „Bei Verlust Haupts und Guts, Proskription oder Verweisung aus allen Königlichen Landen, soll niemand Lutherische oder der giftigen Gesellschaft, Bücher haben, lesen oder lesen hören (...)“.

## Feierabend als evangelischer Pfarrer im Kreis Mohrungen nach 1539
Feierabend wurde offenkundig nicht bestraft und war anschließend als protestantischer Pfarrer im Kreis Mohrungen tätig. Dessen Burggraf Peter zu Dohna war bereits im Jahre 1525 von Herzog Albrecht aufgefordert worden, sich für die Aufrichtung einer anderen Christlichen Ordnung zu entscheiden.
So findet Feierabend um 1542 als Pfarrer der Kirche „St. Peter und Paul“ in Mohrungen und im Jahre 1543 als Pfarrer im Kirchspiel Weinsdorf im zum Kreis Mohrungen gehörigen Kirchenkreis Saalfeld Erwähnung.

## Reise nach Elbing 1543
Im Rahmen seiner gründlichen Kirchenvisitation besuchte Herzog Albrecht vom 6. bis zum 20. Februar 1543 in Begleitung des Samländischen Bischofs von Polenz auch Mohrungen, wo es offenbar zu einem Zusammentreffen mit Feierabend kam, der nach Elbing reisen und sein dort noch befindliches Eigentum abholen wollte.
In der Folge bat Herzog Albrecht den Rat der Stadt in einem Schreiben vom 21. Februar 1543 um Schutz und Sicherheit für den „herzoglichen Unterthan Ambrosius Feirabendt“.
Allerdings suchte der dortige Stadtrat trotz seines liberalen Kurses dem Edikt des Johannes Dantiscus nachzukommen und Feierabend angesichts dessen früheren „Kirchenfrevels“ nach dessen Ankunft festzunehmen. Nachdem Feierabend in Elbing die Unterkunft verweigert wurde und er der Gefangennahme durch sechs städtische Vollstreckungsbeamte erneut nur knapp entgehen konnte, ließ sich Herzog Albrecht nach Feierabends Rückkehr von diesem über die Verhältnisse in der Stadt berichten.
Anschließend rügte Albrecht mit Schreiben vom 14. März 1543 dem Stadtrat von Elbing gegenüber die nach seiner Meinung unberechtigte Behandlung des Pfarrers, bat um Angabe des Grundes für die verweigerte Herausgabe des Eigentums an Feierabend, und nochmals um die gutwillige Übergabe.

## Weiteres Schicksal
Feierabends weiteres Schicksal ist nicht überliefert. Angesichts der Tatsache, dass die Reformation durch den Stadtrat von Elbing an den dortigen Pfarrkirchen offiziell erst im Jahre 1571 eingeführt wurde, scheint er jedoch nicht mehr nach Elbing zurückgekehrt zu sein und wieder im Kreis Mohrungen gewirkt zu haben, wo erst im Jahre 1553 der nächste Pfarrer urkundlich erwähnt wird.
Die ab 1655 ebenfalls als Pfarrer in Elbing tätigen Brüder Christoph und Michael Feyerabend; standen zu Ambrosius Feierabend wohl in keiner näheren verwandtschaftlichen Beziehung; sie stammten aus Königsberg (siehe auch Christian Feyerabend).